# Rugby-fauteuil
Pour les articles homonymes, voir Rugby en fauteuil roulant.
Le rugby-fauteuil (ou quad rugby), est un handisport dérivé du rugby à XV, du hockey sur glace et du basket-ball pratiqué en fauteuil roulant par des joueurs en situation de handicap physique atteints des membres inférieurs et supérieurs. Ce sport a été inventé au Canada en 1976. Il oppose deux équipes de quatre joueurs sur un plancher, avec la possibilité d'équipes mixtes puisqu'il n'existe pas de catégories distinctes pour les femmes et les hommes. L'objectif de chaque camp est de mettre le ballon dans la zone de but adverse et de le faire plus souvent que l'autre équipe. 
C'est au Canada que ce sport s'organise et se structure. Le premier championnat y voit le jour dès ses origines. Le sport, largement répandu dans les pays anglo-saxons, est professionnalisé dans l'hémisphère sud. Il prend un nouvel essor en Europe qui compte de nombreuses nations pratiquantes (21).
Au niveau international c'est la Fédération internationale de rugby-fauteuil (IWRF) qui est la fédération de référence. En France, la Fédération française handisport (FFH) a reçu délégation le 31 décembre 2016 du ministère des Sports pour organiser la pratique du rugby-fauteuil.

## Histoire
Des matchs de rugby en fauteuil roulant avaient été organisés dès les années 1960 à Pembrey à côté de Llanelli[réf. souhaitée], mais le rugby-fauteuil naît au Canada en 1976. Ce jeu est pratiqué par cinq athlètes canadiens paraplégiques : Gerry Terwin, Duncan Campbell, Randy Dueck, Paul LeJeune et Chris Sargent. Ils souhaitent créer une discipline permettant aux personnes non valides de jouer de manière équitable. C'est le basket-ball en fauteuil roulant qui est le sport le plus populaire chez les personnes en situation de handicap durant cette période. Ce nouveau sport (appelé à l'origine « murderball » en raison de sa nature agressive et d'un contact total) a été conçu pour permettre à des athlètes tétraplégiques dotés d'un large éventail de capacités fonctionnelles de jouer des rôles offensifs et défensifs. Il s'agit d'un mélange entre le basket-ball, le rugby et le hockey sur glace voire aussi le handball.

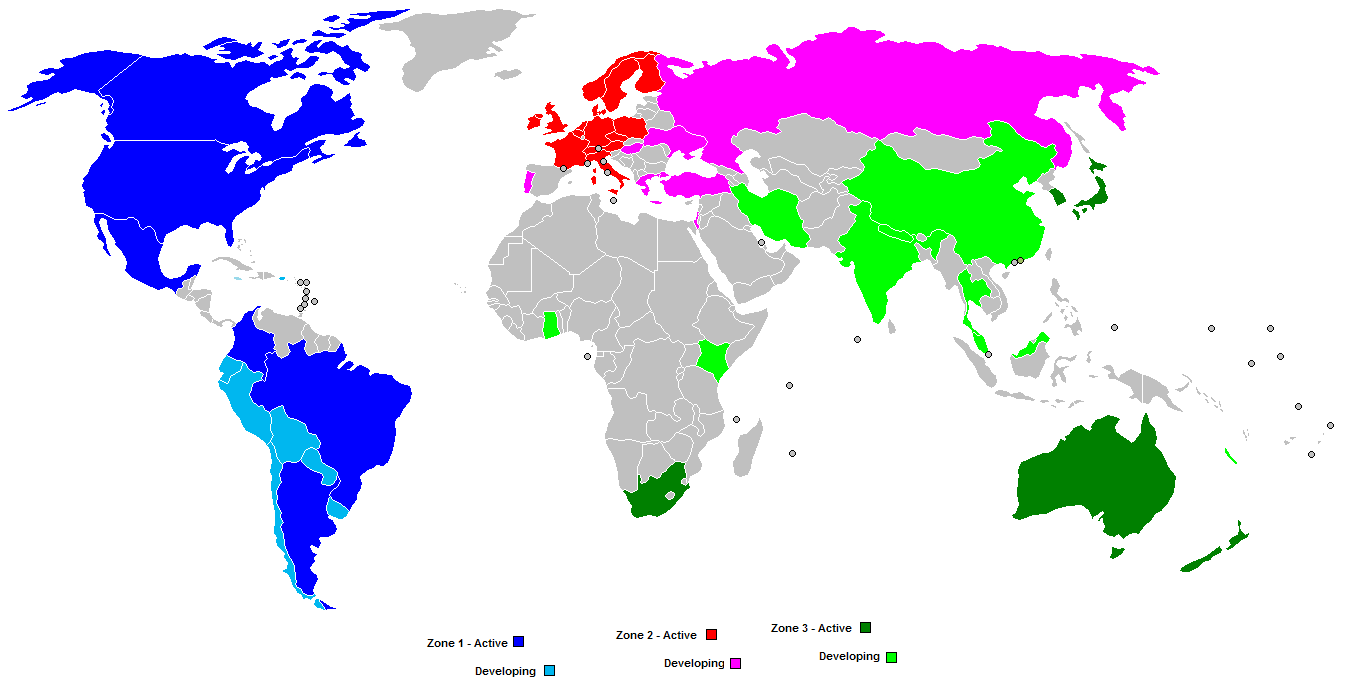
Membres de lInternational Wheelchair Rugby Federation (IWRF) en 2006.

Le rugby-fauteuil s'exporte à partir de 1979, avec une première rencontre à la Southwest Minnesota State University dans le Minnesota aux États-Unis.

## Pratique

### Règlement
Principes du jeu : L'objectif est de faire pénétrer le ballon dans le but, considéré marqué quand le ballon a entièrement franchi la ligne tracée au sol au bout du terrain entre les deux plots.
Le match dure 32 minutes en quatre périodes de huit minutes de ballon vivant, chacune entrecoupée d'une pause de 2 minutes et la mi-temps est de 5 minutes.

### Terrain et ballon

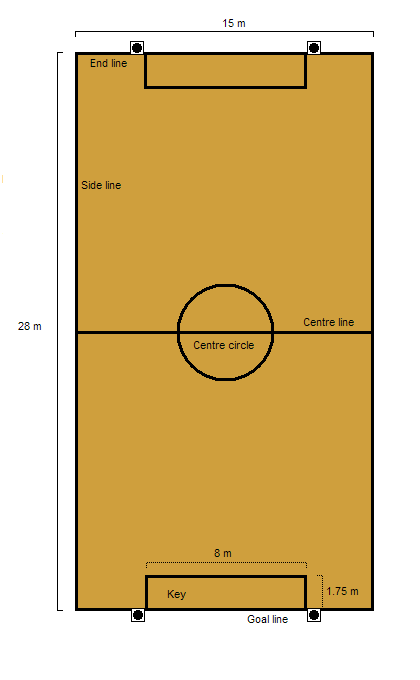
Terrain de rugby en fauteuil roulant.

Le rugby-fauteuil se joue sur un terrain de basket-ball d'intérieur, de 28 × 15 m, en bois dur et marqué de lignes de touche, de lignes de fond, d'une ligne médiane, d'un cercle central et de deux zones clés (qui servent de but). Ces deux zones clés n'existent pas sur un terrain de basket-ball traditionnel.
Les joueurs utilisent un ballon de volley-ball, à savoir un ballon sphérique de 65 et 67 cm de circonférence pour un poids de 260 à 280 grammes. L'usage d'une balle sphérique permet une meilleure estimation des rebonds et facilite le lancer et l'attrapage.

### Équipement du joueur
Les fauteuils roulants de compétition doivent être conformes à des normes précises pour des questions d'équité et de sécurité. Les fauteuils sont très sollicités et reçoivent de nombreux chocs pendant les matchs. Il existe deux types de fauteuils à structures différentes : fauteuil d'attaque avec un parechoc arrondi (utilisé par les "gros points") et fauteuil de défense avec un parechoc allongé, le bumper, pour accrocher l'adversaire (utilisé par les "petits points").

## Classification des handicaps
Le rugby-fauteuil se pratique en fauteuil roulant, en gymnase. Contrairement au rugby à XIII en fauteuil roulant, où les pratiquants ne sont pas atteints des membres supérieurs, les athlètes doivent être handicapés non seulement des membres inférieurs, mais aussi du tronc et d'au moins un bras.
Les pratiquants sont tétraplégiques, triple amputés, infirme moteur cérébral (IMC) ou souffrant de maladies dégénératives et paralysantes.
Les athlètes sont classés selon leur niveau de handicap, recevant un nombre de points entre 0,5 et 3,5 (voir ci-dessous), le score de 0,5 correspondant aux handicaps les plus lourds. En dessous d'un score de 2, les joueurs sont principalement des « bloqueurs » sur le terrain, ayant des difficultés majeures à porter et passer le ballon. Chaque équipe a quatre joueurs sur le terrain, dont le total de points de handicaps ne doit pas dépasser 8. Par exemple, une équipe peut comporter deux joueurs à 1 point, un joueur à 2,5 et un joueur à 3,5. Les équipes sont mixtes. Il n'y a pas de règle quant à la mixité, et les équipes sont souvent exclusivement masculines, mais pour chaque joueuse de son équipe sur le terrain, une équipe a droit à un demi-point de handicap supplémentaire, soit par exemple un total de 8,5 pour une équipe de trois hommes et une femme.
On a le classement suivant, :
| Catégorie | Observations |
| --------- | --- |
| 0,5       | Joueur sans mouvement du torse ou des jambes ; mouvement limité des épaules, des coudes et des mains. Utilise des sangles de poitrine et une inclinaison importante de la chaise de jeu pour l'aider à s'équilibrer. Les coudes du joueur sont sortis sur le côté et la tête oscille lorsqu'il pousse. Le joueur doit s'arrêter pour changer de direction. Le joueur est généralement un bloqueur défensif et n'est pas un grand manieur de ballons offensifs. |
| 1,0       | Joueur sans mouvement du torse ou des jambes ; mouvement limité des épaules, des coudes ou des mains, mais avec plus de contrôle que le joueur 0,5. Le joueur est généralement un bloqueur, il peut réceptionner le ballon mais n'est pas un grand manieur de ballons offensifs. Le joueur attrape le ballon avec les avant-bras ou les poignets et est capable de tourner la chaise sans s'arrêter.                                                           |
| 1,5       | Le joueur a une certaine force au niveau des épaules, des coudes et des poignets ; faiblesse au niveau du torse et des jambes. Le joueur est un excellent bloqueur et peut être occasionnellement un manieur de ballon. Le joueur attrape avec les avant-bras ou les poignets et a la capacité de lancer sur une certaine distance. |
| 2         | Le joueur a des épaules fortes, une certaine faiblesse au niveau du poignet et des doigts. Le joueur a un rôle de manipulateur de ballon. Le joueur utilise les poignets pour attraper et conserver le ballon en toute sécurité face aux adversaires. Il est capable de faire une bonne passe de la poitrine et de se déplacer rapidement sur le terrain. |
| 2,5       | Le joueur a des épaules, des coudes et des poignets forts, mais des faiblesses au niveau des doigts et du torse. Le joueur est un manieur de ballon et un meneur de jeu assez rapide. Il est capable de bien dribbler le ballon et de faire des passes aériennes d'une main. Il peut attraper le ballon avec une ou deux mains. Bonne capacité à défendre le ballon contre les adversaires.                                                                    |
| 3         | Le joueur a des épaules, des coudes et des poignets forts, mais des faiblesses au niveau des doigts et du torse. Le joueur est un manieur de ballon et un meneur de jeu assez rapide. Il est capable de bien dribbler le ballon et de faire des passes aériennes d'une main. Il peut attraper le ballon avec une ou deux mains. Bonne capacité à défendre le ballon contre les adversaires.                                                                    |
| 3,5       | Le joueur a un bon contrôle des bras et du torse. Il est un grand manieur de ballon et un meneur de jeu très rapide. Le joueur est très stable dans le fauteuil et a un excellent contrôle du ballon avec une main pour les passes et les réceptions. Le joueur protège bien le ballon contre ses adversaires et est capable d'enfoncer puissamment les fauteuils de ses adversaires pour tenter de leur voler le ballon.                                      |

Le joueur avec le plus de points est celui qui a le plus de facilité à se mouvoir.
Chaque équipe est composée de quatre joueurs (et 8 remplaçants) dont le nombre total de points sur le terrain ne peut pas être supérieur à 8 points (on additionne les points des quatre joueurs).
On parle de petits points pour les joueurs classés entre 0,5 et 1,5 point et on parle de gros points pour les joueurs classés entre 2 et 3,5 points.

## Compétitions

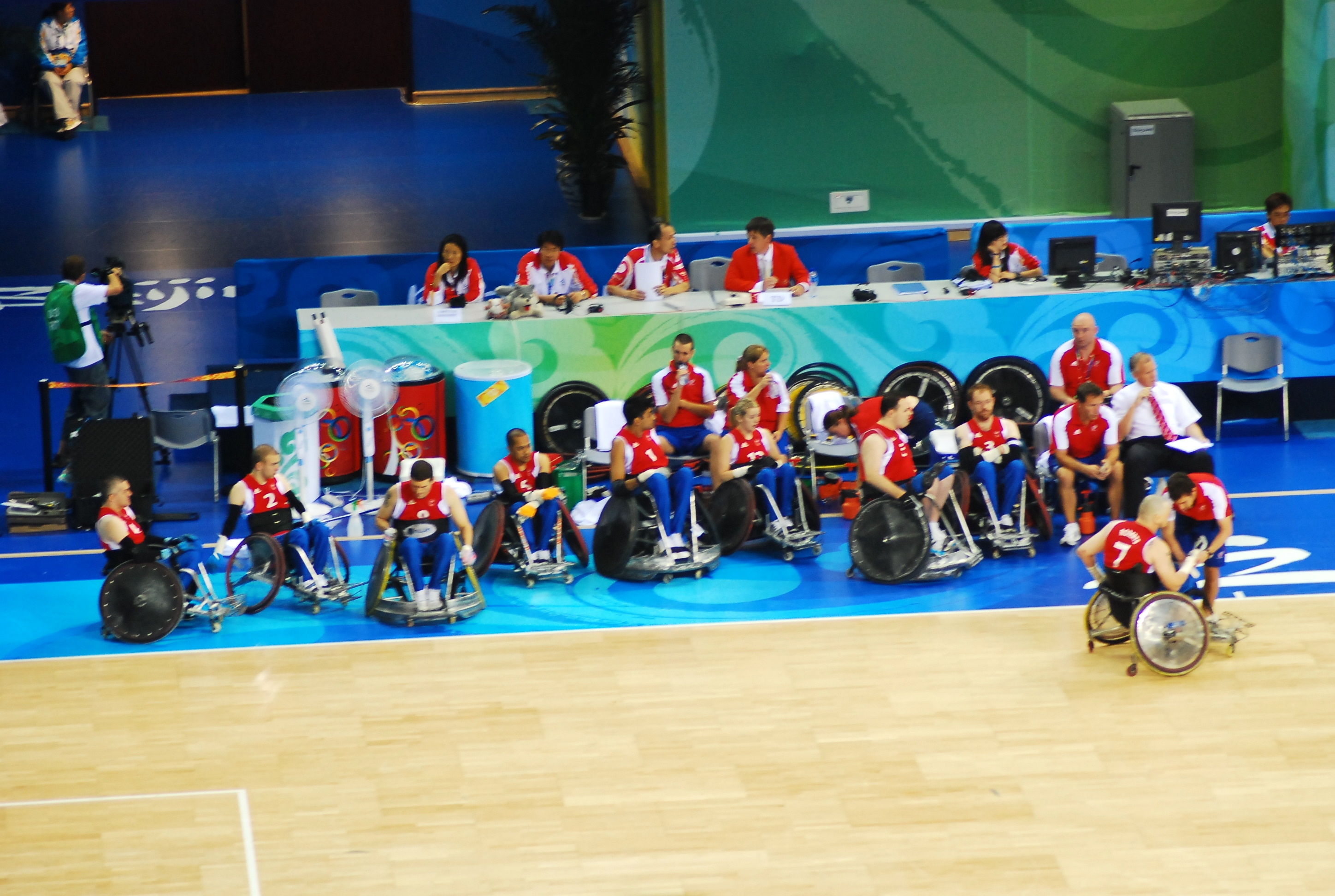
Équipe paralympique britannique aux Jeux de 2008 à Pékin.

### Compétitions internationales
À l'international : championnats continentaux tous les deux ans et Championnat du monde et Jeux paralympiques tous les quatre ans.
Le rugby-fauteuil est un sport de démonstration aux Jeux paralympiques de 1996 à Atlanta et devient sport officiel aux Jeux paralympiques de 2000 à Sydney.
Au niveau national chaque nation organise son championnat ou coupe nationale.

### Rugby-fauteuil en France
Compétitions nationales
En France, il existe un Championnat de France et une Coupe de France.
Le championnat de France est divisé en trois divisions : Nationale 1 qui regroupe cinq équipes, Nationale 2 qui regroupe 17 équipes et Nationale 3 qui regroupe également 17 équipes.
Le Stade toulousain rugby handisport (STRH) est le club le plus titré du championnat de France avec huit titres de champion de France sur les onze décernés.
Rencontres internationales
Tous les ans le STRH organise à Toulouse la Rock'n Rose Europa Cup où sont invités les plus grands clubs européens. Ainsi en 2016 ont été invités : les Falcons du Danemark, les Rebels d'Allemagne, les Pushermen d'Amsterdam, les Gunners de République tchèque et l'équipe de France de rugby-fauteuil.
Équipe de France
L'équipe de France participe pour la première fois aux Jeux paralympiques d'été de 2012 à Londres aux côtés de sept autres équipes et termine à la 8e place. Elle participe également aux Jeux paralympiques d'été de 2016 à Rio de Janeiro et termine à la 7e place. Enfin, elle participe aux Jeux paralympiques d'été de 2020 à Tôkyô et termine à la 6e place.
Elle participe au Championnat du monde IWRF en 2014 à Odense au Danemark où elle termine à la 9e place et au Championnat du monde IWRF en 2018 à Sydney en Australie ou elle termine à la 5e place.
Elle participe au championnat d'Europe (en) en 2013 à Anvers en Belgique où elle termine à la 5e place, au championnat d'Europe en 2015 à Nastola en Finlande où elle termine également à la 5e place, au championnat d'Europe en 2017 à Coblence en Allemagne où elle termine à la 3e place et remporte ainsi la médaille de bronze et au championnat d'Europe en 2019 à Vejle au Danemark, où elle termine à nouveau à la 3e place et remporte une deuxième fois la médaille de bronze. En 2022, l'équipe de France remporte le championnat d'Europe se déroulant en France, en s'imposant 44-43 contre l'Angleterre à Paris.

## Médias
Le rugby fauteuil est un sport de contact dynamique qui a gagné ses lettres de noblesse lors des Jeux paralympiques. Médiatique il a fait la une des diffusions télévisées lors des Jeux paralympiques de Londres en 2012.
Aurélien Rougerie, joueur emblématique de rugby évoluant à l'ASM Clermont Auvergne s'est prêté au rugby-fauteuil, afin de faire connaitre ce sport que beaucoup de gens ignorent.